# Kakifrugt
Kakifrugten er den spiselige frugt af træet Almindelig Kaki. Den kendes bedst i sorten 'Sharon', som er bitterfri og kan sælges i en frisksmagende, umoden tilstand.
| Mad og drikke | Spire Denne artikel om mad og drikke er en spire som bør udbygges. Du er velkommen til at hjælpe Wikipedia ved at udvide den. |